# Michala Frank
Michala Frank (geb. Kvapilová, * 8. Februar 1990 in Liberec, Tschechoslowakei) ist eine tschechische Volleyball- und Beachvolleyballspielerin.

## Karriere Halle
Kvapilová spielte von 2008 bis 2014 für den heimatlichen Verein PVK Olymp Prag, mit dem sie dreimal tschechische Vizemeisterin wurde und zweimal das tschechische Pokalfinale erreichte. Danach ging die Außenangreiferin nach Deutschland zum Bundesligisten SC Potsdam, bei dem sie in der Saison 2014/15 Topscorerin der Liga wurde. Anschließend wechselte sie zum Ligakonkurrenten USC Münster, mit dem sie 2016 das Play-off-Halbfinale erreichte.
Kvapilová spielte seit 2012 in der tschechischen A-Nationalmannschaft, mit der sie gleich in ihrem ersten Jahr die Europaliga gewann.

## Karriere Beach
Kvapilová hatte zwischen 2007 und 2011 ihre ersten sporadischen Auftritte bei nationalen und internationalen Beachvolleyball-Turnieren. 2013 spielte sie an der Seite von Karolína Řeháčková. Seit 2016 war Kristýna Kolocová ihre Partnerin. Auf der World Tour kamen Kolocová/Kvapilová zunächst nicht über zweistellige Ergebnisse hinaus. Bei der EM 2016 in Biel/Bienne erreichten sie als Gruppendritte die K.-o.-Runde und mussten sich dann im tschechischen Duell gegen Sluková/Hermannová geschlagen geben. Nach einem fünften Rang beim CEV-Satellite-Turnier in Baden schieden sie beim Hamburg Major und dem Grand Slam in Olsztyn wieder früh aus. Anschließend gewannen sie ein MEVZA-Turnier in Prag und das CEV-Satellite in Vaduz. Nach einem 25. Platz beim Klagenfurt Major und einem neunten Rang beim CEV Masters in Jūrmala erreichten sie beim Satellite-Turnier in Pelhřimov das Finale. Beim Auftakt der World Tour 2017 wurden Kolocová/Kvapilová Fünfte in Fort Lauderdale. Auf ein schwächeres Turnier in Den Haag folgte ein vierter Rang beim CEV-Masters in Baden. Auch bei den FIVB-Majors in Poreč und Gstaad sowie beim Vier-Sterne-Turnier in Olsztyn erzielten die beiden Tschechinnen als Fünfte und Neunte Top-Ten-Ergebnisse. Bei der WM in Wien verloren sie das Achtelfinale gegen die US-Amerikanerinnen Ross/Sweat im Tiebreak. Anschließend erreichten sie bei der EM in Jūrmala als Gruppensieger in die K.-o.-Runde und kamen mit drei Tiebreak-Siegen ins Endspiel, das sie gegen die Deutschen Glenzke/Großner verloren.
Nach dem Karriereende von Kolocová spielte Kvapilová seit Ende 2018 zusammen mit Michaela Kubíčková. Kubíčková/Kvapilová gewannen die tschechische Meisterschaft und traten im Herbst noch in Qinzhou (3 Sterne), Yangzhou (4 Sterne) und Chetumal, wo sie beim Drei-Sterne-Turnier als Neunte erstmals die Top 10 erreichten. In der ersten Jahreshälfte 2019 spielten sie diverse Turniere unterschiedlicher Kategorien der World Tour. Dabei schafften sie neunte Plätze beim Drei-Sterne-Turnier in Sydney und bei den Zwei-Sterne-Turnieren in Phnom Penh, Aydın und Nanjing. Im Juli unterlagen sie beim Zwei-Sterne-Turnier in Qidong erst im Finale dem einheimischen Duo Wang Jingzhe und Wen Shuhui. Danach wurden sie in Edmonton (drei Sterne) wieder Neunte, bevor sie in Wien (fünf Sterne) früh ausschieden. Bei der EM in Moskau wurden sie nur Dritte in der Vorrundengruppe, erreichten dann aber mit zwei Siegen in der K.-o.-Phase das Viertelfinale, das sie gegen die Schweizerinnen Heidrich/Vergé-Dépré verloren. Sie nahmen auch beim World Tour Final teil und belegten den 25. Platz. Außerdem spielten sie 2019 einige nationale Turniere in unterschiedlichen Ländern. Dabei siegten sie in Prag und Przysucha und wurden in Olten und Brünn Zweite.
Auf der World Tour 2019/20 blieb ihnen nach dem Turnier in Chetumal im November nur noch das Ein-Stern-Turnier in Baden, das sie auf dem fünften Rang beendeten. Bei der EM in Jūrmala mussten sie sich als Gruppenzweite in der ersten K.-o.-Runde dem französischen Duo Jupiter/Chamereau geschlagen geben. Auf nationalen Turnieren gab es einen zweiten Platz in Litoměřice und Siege in Chodov und Cieszyn. Auf zwei Turnieren der deutschen Comdirect Beach Tour 2020 wurden sie erst Fünfte, dann Zweite. Im Februar 2021 bildeten sie mit Esmée Böbner und Zoé Vergé-Dépré beim Nations Clash in Düsseldorf ein tschechisch-schweizerisches Team, das den letzten Platz belegte. Eine Saison später wurde Michaela Brinkova die neue Partnerin von Michala Frank, wie Kvapilová seit ihrer Hochzeit hieß. Die beiden gewannen ein nationales Turnier in Graz und erreichten bei Futures einmal die Runde der besten Sechzehn und standen ein weiteres Mal im Halbfinale.

## Privates
Michala Frank ist mit dem deutschen Volleyballtrainer Benedikt Frank verheiratet.